# Stora tullen

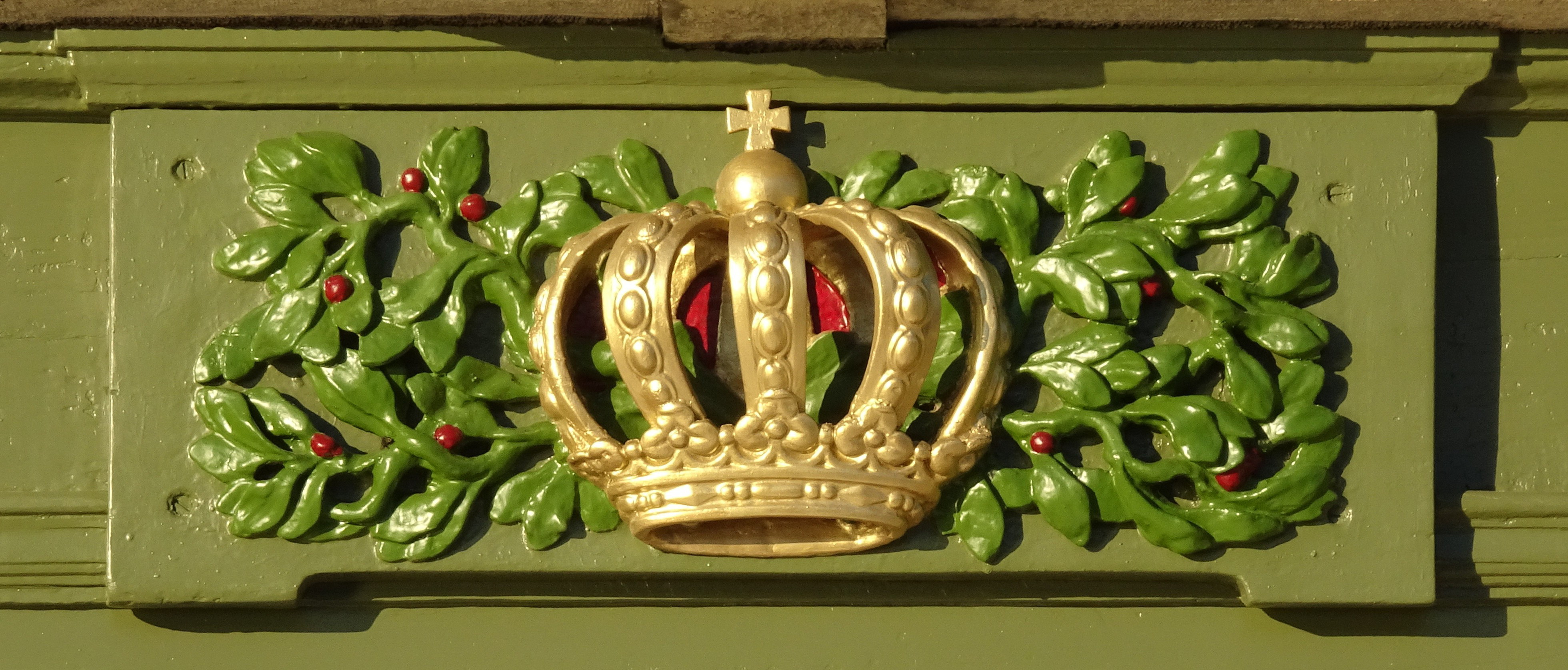
Krona vid "Stora Sjötullen", Stockholm

Stora tullen eller Stora sjötullen var en tull på importerade och exporterade varor som under 1500-talet till 1700-talet transporterades sjövägen i Sverige. Räkenskaper för denna tull började föras 1533.
Stora sjötullen togs ut på flera platser i landet, till exempel Dalarö, Gävle, Göteborg, Härnösand, Kalmar, Karlshamn, Malmö, Norrköping (flyttades 1637 till Barösund) och Stockholm. Motsvarande tull för inhemska varor kallades Lilla tullen. 